# Pedro Rocheta
Eleutério João Pedro Rocheta (? - Agosto de 2023), foi um médico e bombeiro português.

## Biografia
Frequentou a Faculdade de Medicina da Universidade de Coimbra, onde se licenciou em medicina.
Começou a exercer como médico em 1983, na área de clínica geral, no concelho de Loulé. Nos finais da década de 1990, passou a dirigir o Centro de Saúde de Loulé. Em 2011 concluiu a especialização em família geral e familiar, e nesse ano tornou-se coordenador da unidade de cuidados de saúde personalizados de Loulé. Também foi um dos responsáveis pela abertura da extensão de saúde do Monte Seco. Durante a sua carreira como médico, trabalhou em conjunto com várias instituições no concelho, como a Santa Casa da Misericórdia de Loulé, o Louletano Desportos Clube, o Clube Desportivo e Recreativo Quarteirense e a Sociedade Recreativa e Cultural de Vale Judeu. Também ocupou o posto de vice-presidente do Clube de Tiro de Vilamoura, presidiu ao Clube de Tiro de Caça e Pesca de Loulé, e foi um dos membros fundadores do Grupo Motard de Quarteira.
Em 2021 candidatou-se à presidência da Assembleia Municipal de Loulé, pela coligação Mais e Melhor pela Nossa Terra, do Partido Social Democrata.
Também foi bombeiro voluntário, no grau de oficial, em Loulé. Foi integrado no quadro de honra em 2019, e em 2022 recebeu a Medalha de Ouro.
Faleceu em Agosto de 2023, aos 69 anos de idade. Aquando do seu falecimento, estava casado, e tinha quatro filhos. A autarquia de Loulé publicou uma nota de pesar, onde realçou o «prestimoso contributo do Dr. Pedro Rocheta na vida da comunidade enquanto médico e bombeiro voluntário». A divisão de Loulé do Partido Social Democrata também lamentou a sua morte, tendo-o recordado como um «homem bom», que «se dedicava de corpo e alma à sua família e à sua profissão de médico, que exerceu em todas as extensões de saúde do concelho de Loulé».